# Veliki Vrh, Bloke
Veliki Vrh este o localitate din comuna Bloke, Slovenia, cu o populație de 68 de locuitori.